# Молчание (фильм, 2011)
«Молчание» — финский фильм режиссёра Сакари Кирьявайнена 2011 года.

## Сюжет
Середина Второй мировой войны, Советско-Финский театр военных действий. Молодой деревенский кузнец Эйно вместе со своим другом детства Антти попадает на службу на эвакуационный пункт отправки погибших солдат домой для захоронения. На пункте служат начальник, капеллан Хилтунен, девушки Лоттас, Йаана и Сиири, бывший студент-медик Корпикангас.
Герои фильма выполняют работу по подготовке тел погибших солдат к отправке для захоронения, а Эйно и Антти также иногда посылаются к линии фронта для того, чтобы доставать тела погибших солдат с нейтральной полосы. Антти с одной из девушек занимается мародерством, снимая с тел погибших золотые вещи и вырывая золотые зубы. Когда капеллан обнаруживает золотые вещи в казарме, то Эйно берет вину на себя. Во время одной из операций по забору тел с нейтральной полосы Антти погибает от случайной пули, Эйно сопровождает гроб с его телом в родную деревню, присутствует на панихиде и отдает беременной невесте Антти переплавленные в фигурку солдатика золотые коронки.
Через некоторое время после его возвращения фронт начинает сдвигаться, эвакуационный пункт срочно сворачивается для отступления. Эйно решает не оставлять последние тела, вывозя их на телеге через лес, он натыкается на взвод советских солдат, те его пропускают, но начинается обстрел, в результате которого Эйно ранен. В конце фильма Эйно — рабочий на сталелитейном заводе, Сиири ждет ребёнка, Эйно видит совместную фотографию военных времен с эвакопункта и улыбается, идёт мирная жизнь…

## В ролях
| Актёр             | Роль        |
| ----------------- | ----------- |
| Саартамо, Йонас   | Эйно        |
| Тилканен, Лаури   | Антти       |
| Суоролахти, Терхи | Йаана       |
| Хаарти, Йоанна    | Сиири       |
| Хайсканнен, Илкка | Корпикангас |

## Награды
Кинопремия Юсси в номинациях лучший актер (Йонас Саартамо), актер второго плана (Илкка Хайсканнен, музыка (композитор Тимо Хиетала), озвучивание. Также номинирован в категории "лучший фильм".

## Культурное влияние
В Москве фильм демонстрировался в рамках фестиваля "Новое кино Финляндии" зимой 2013 года.